# Mojo (revista)
A Mojo é uma popular revista de música publicada mensalmente no Reino Unido.
Apesar de criticada pelo frequente uso de bandas como os The Beatles ou Bob Dylan nas suas capas, a revista não deixa de referenciar novas notícias no mundo da música. A Mojo foi a primeira revista a focar-se na banda The White Stripes.
Mais recentemente, a revista tem vindo a publicar muitas listas "top 100" com temas como drogas (Mojo#109), épicos do rock (Mojo#125), músicas de protesto (Mojo#126) e ainda as piores canções (Mojo#127).

## Top 100 Albums of Mojo's Lifetime
Os primeiros da lista "Top 100 Albums of Mojo's Lifetime" foram:
1. Grace - Jeff Buckley (1994)
2. American Recordings - Johnny Cash (1994)
3. Ok Computer - Radiohead (1997)
4. Time Out Of Mind - Bob Dylan (1997)
5. Definitely Maybe - Oasis (1994)

## Top 10 on Mojo's 100 Records That Changed The World
1. "Tutti Frutti" by Little Richard
2. "I Want to Hold Your Hand" by The Beatles
3. "Heartbreak Hotel" by Elvis Presley
4. The Freewheelin' Bob Dylan by Bob Dylan
5. Autobahn by Kraftwerk
6. "King of the Delta Blues Singers" by Robert Johnson
7. The Velvet Underground and Nico by The Velvet Underground and Nico
8. Anthology of American Folk Music (vários artistas)
9. What'd I Say by Ray Charles
10. "God Save the Queen" by Sex Pistols